# Рейссен-Голтен
Рейссен-Голтен (нід. Rijssen-Holten, нід. вимова: [ˌrɛisə(n) ˈhɔltə(n)] ( прослухати)) — муніципалітет у Нідерландах, у провінції Оверейсел. Утворений 2001 року злиттям колишніх муніципалітетів Рейссен і Голтен.

## Географія

### Населені пункти муніципалітету
Міста
- Рейссен

Села
- Голтен

Селища
- Бесеберг
- Голтербрук
- Де-Боркелд
- Дейкергук
- Еспело
- Ліхтенберг
- Лок

### Топографія
Нідерландська топографічна карта муніципалітету Рейссен-Голтен, червень 2015 року

## Галерея

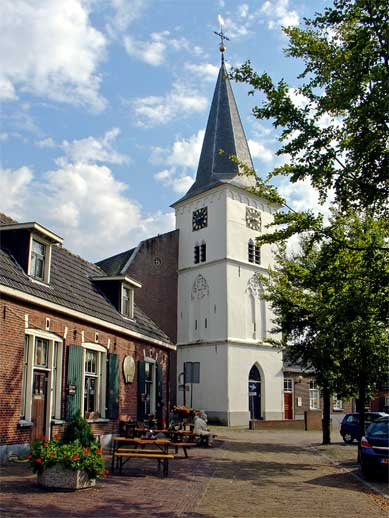
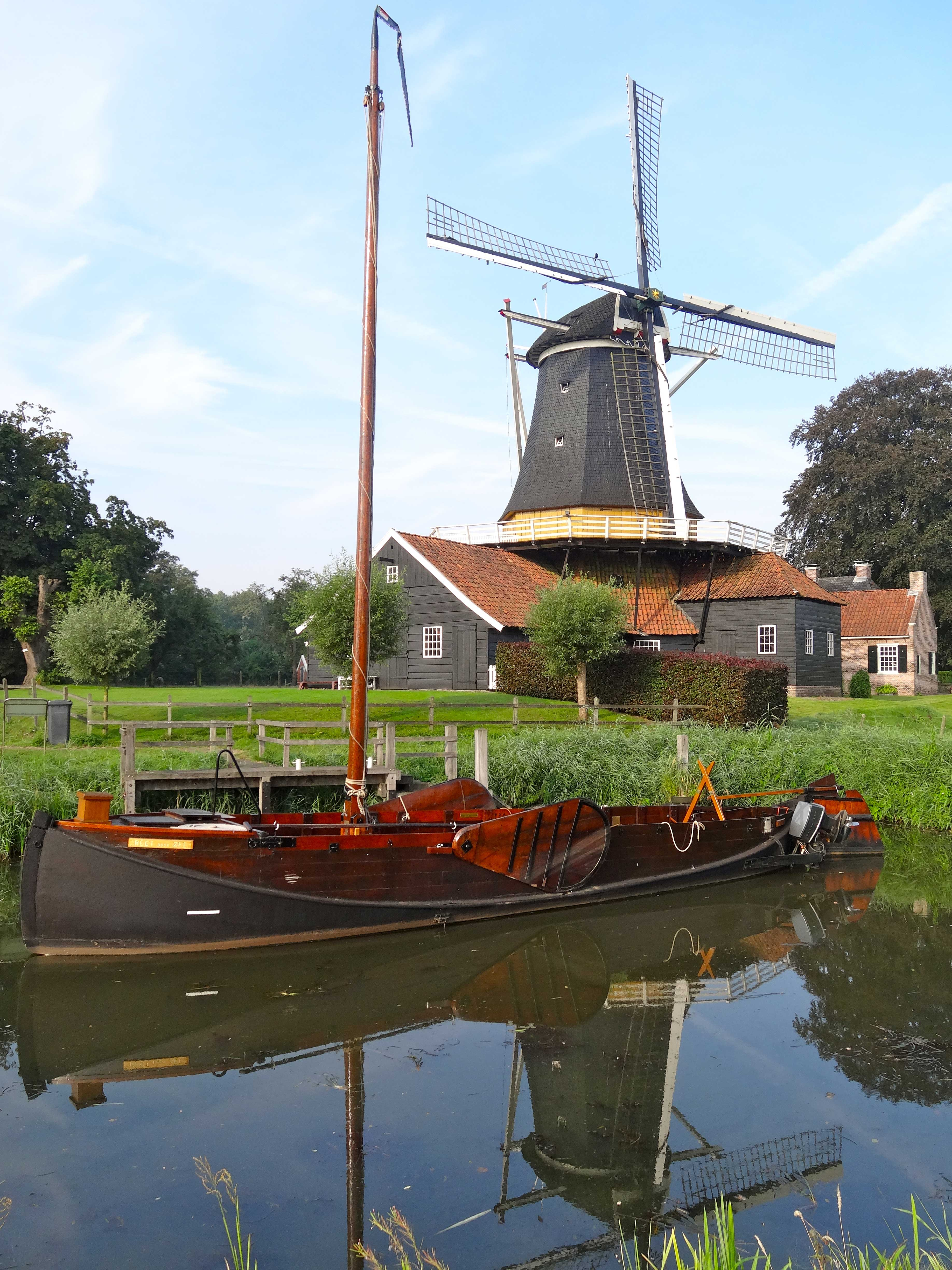
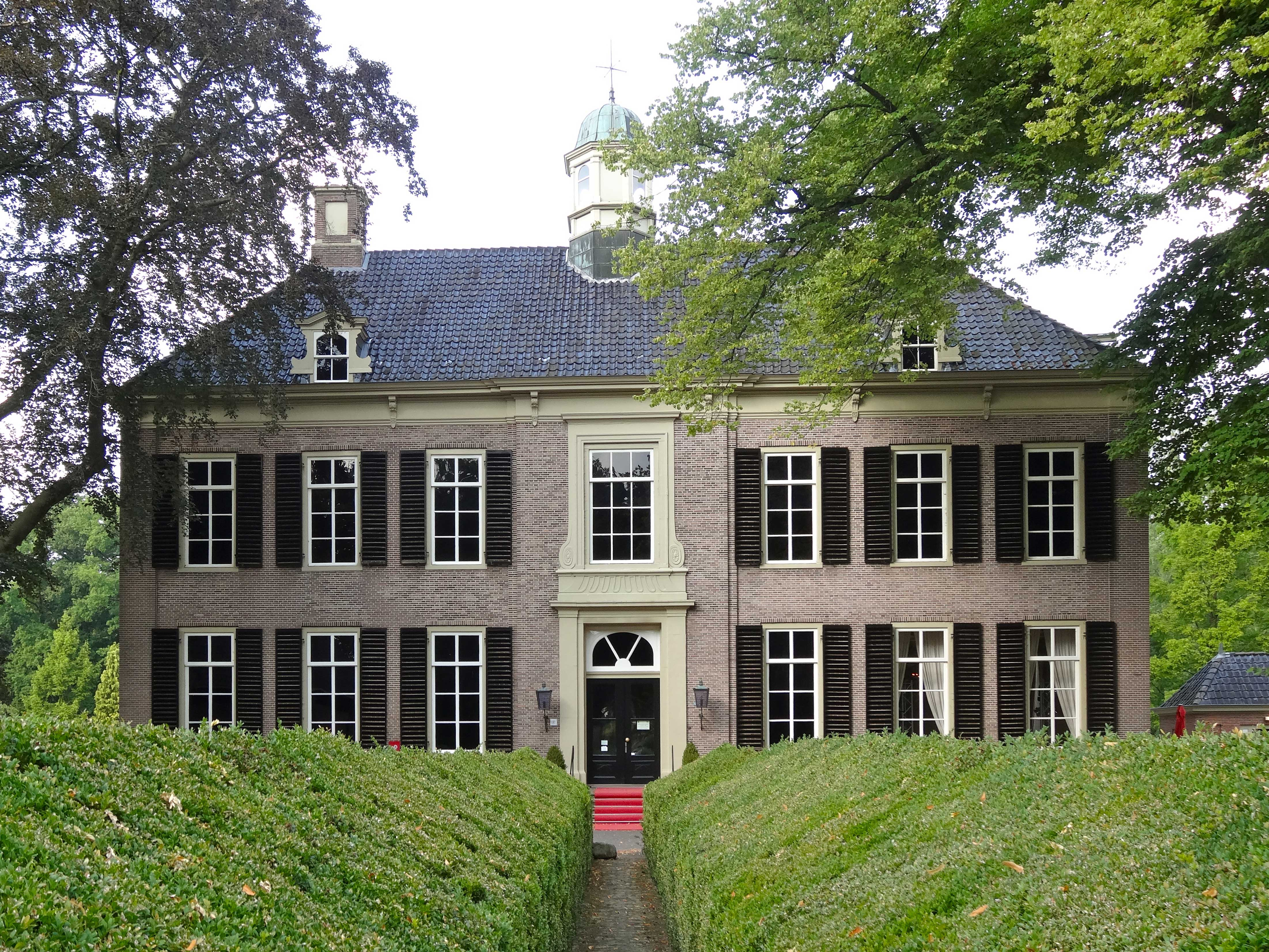
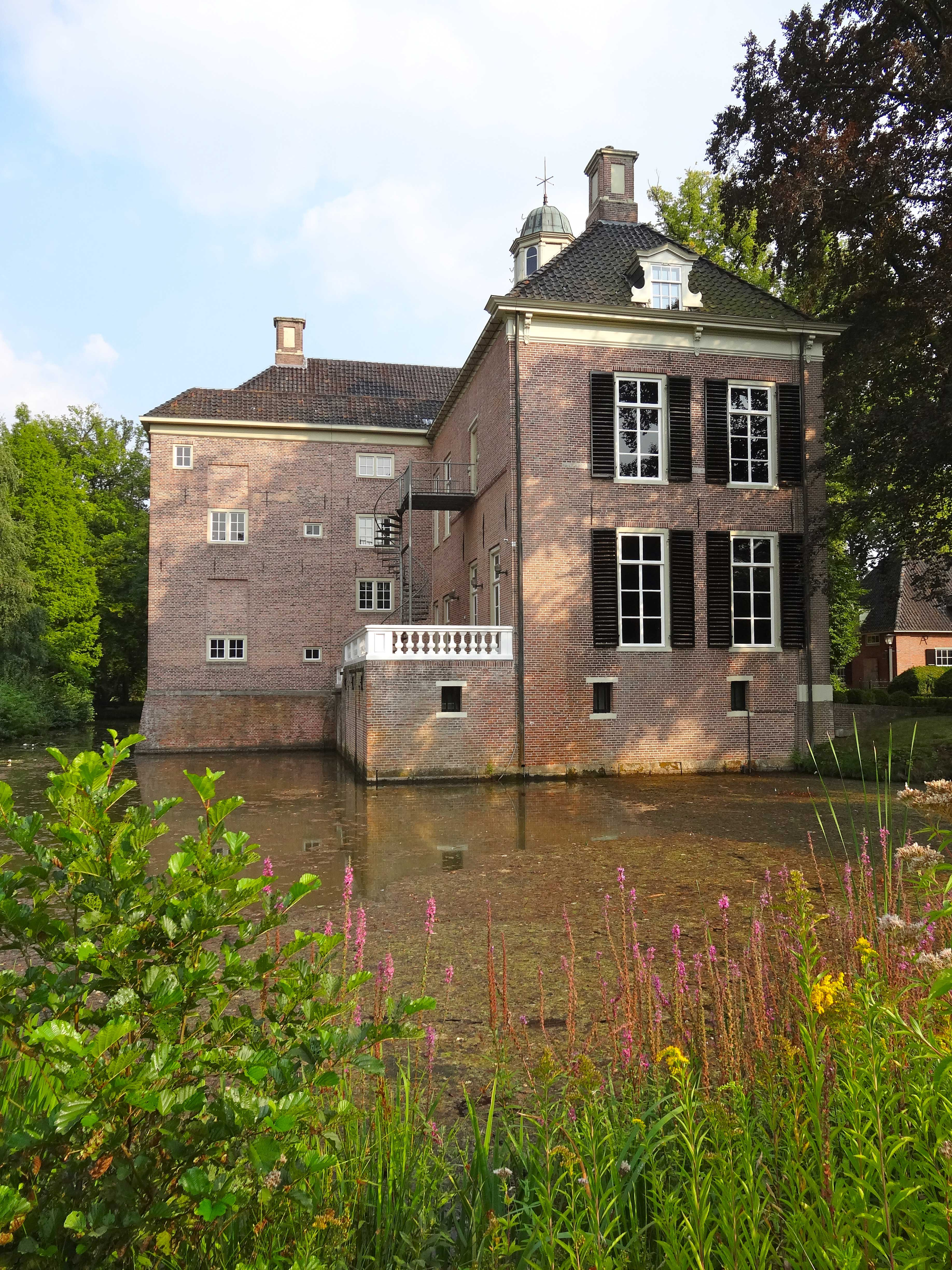
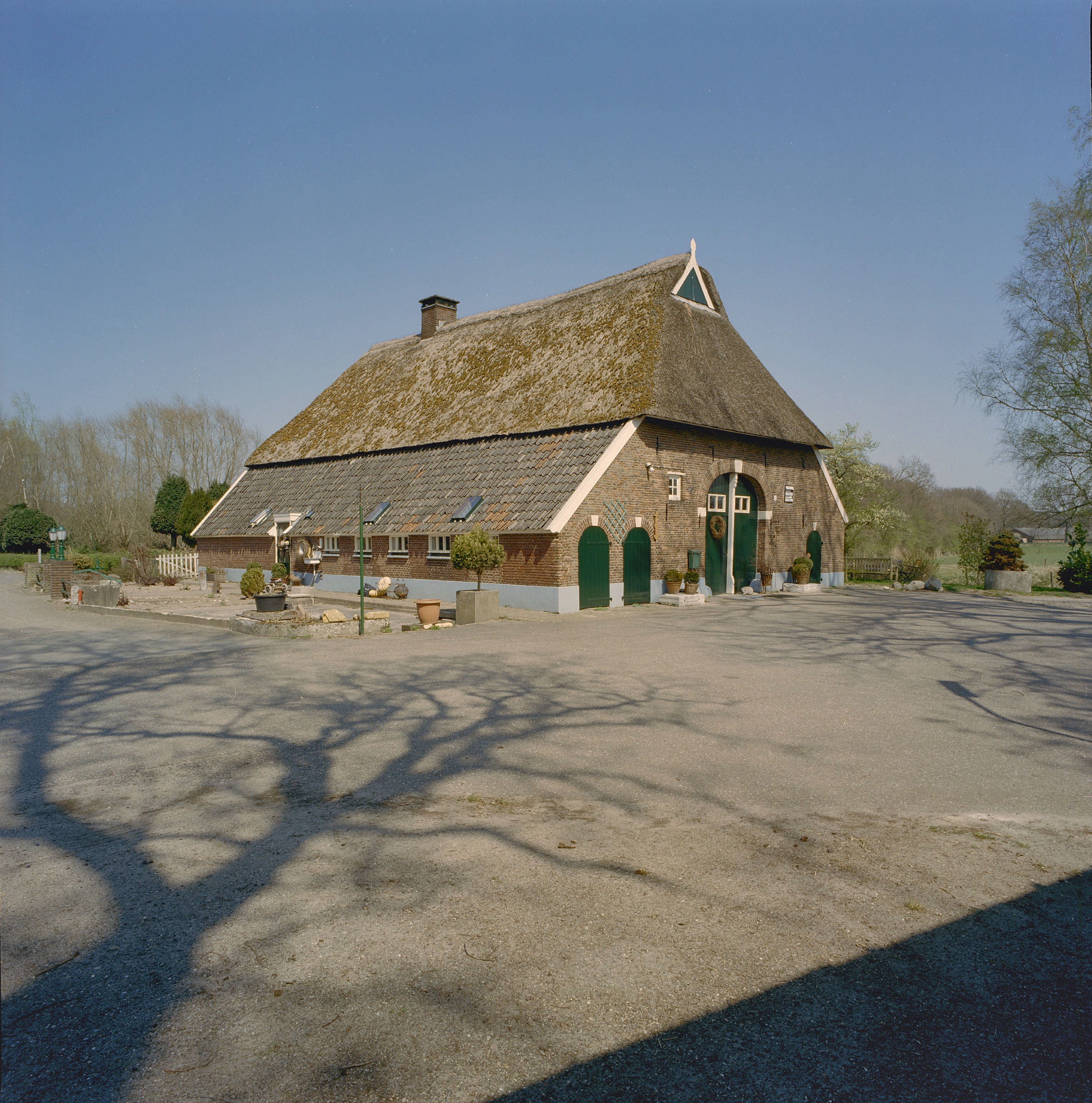

## Визначні мешканці
- Ян Вегереф (нар. 1962 в Рейссені) — нідерландський футбольний арбітр. Арбітр ФІФА.
- Ерік Брамхар (нар. 1966 в Рейссені) — нідерландський футбольний арбітр. Арбітр ФІФА.
- Марк Тюйтерт (нар. 1980 в Голтені) — нідерландський ковзаняр, олімпійський чемпіон.